# ريتشارد ولز
ريتشارد ولز (بالإنجليزية: Richard Wells)‏ هو ممرض بريطاني، ولد في 1950، وتوفي في 6 يناير 1993.